# Yukitaka Omi
Yukitaka Omi (født 25. december 1952) er en japansk fodboldspiller.

## Japans fodboldlandshold
| Japans landshold | Japans landshold | Japans landshold |
| År               | Kmp              | Mål              |
| ---------------- | ---------------- | ---------------- |
| 1978             | 1                | 0                |
| 1979             | 0                | 0                |
| 1980             | 5                | 0                |
| Total            | 6                | 0                |